# Teatro Garrison
El Teatro Garrison es un local con capacidad para 280 personas en Lerwick, Shetland, Escocia al norte del Reino Unido, con un escenario con asientos fijos rastrillados. Tiene 19 filas, organizadas desde la A a la S las cuales tienen 8, 12, 13, 15 o 16 asientos en cada fila.
El espacio alberga danza,teatro, producciones de stand up comedy,  pantomima y la música junto con la proyección de películas regulares (Shetland actualmente no tiene un cine por lo que el Teatro Garrison tiene proyecciones mensuales de cine).